# إتباع
الإتباع أسلوب من أساليب الكلام، يقوم على طرفين، هما التابع والمتبوع. ويربط بين الطرفين التزام بحرف في آخر كل طرف، وبوزن يتساوى فيه الطرفان. ويغلب أن يكون طرفاه اسمين لا فاصل بينهما وأن يكون الثاني كلمة لا معنى لها. حتى يكون الأسلوب أدخل في باب الإتباع، على أنه قد يكون للتابع معنى بنفسه في نفسه، وهو عندئذ يفيد تقوية المعنى.
ربما أطلقت المزاوجة على إتباع الاسم المتبوع بتابع واحد.
الفرق الظاهر بين المضاعفة والإتباع أن الأولى تكون في كلمة واحدة والثاني في كلمتين أو أكثر.